# Liste der Kernreaktoren in Österreich

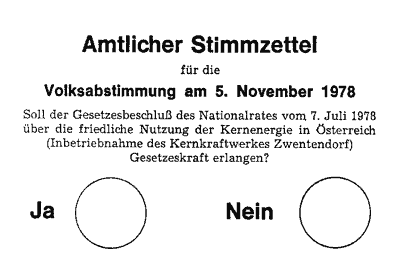
Stimmzettel zur Inbetriebnahme des Kernkraftwerks Zwentendorf

Die Liste der Kernreaktoren in Österreich beinhaltet alle Kernkraftwerke und alle Forschungsreaktoren. Forschungsreaktoren sind in Österreich seit 1960 in Betrieb, Kernkraftwerke gingen allerdings nie in Betrieb, es wurde in zwei Fällen deren Planung und Bau aufgegeben.
Österreich war bis zum Staatsvertrag 1955 jede Tätigkeit auf dem Gebiet der Kernenergie untersagt. 1956 wurde von der Bundesregierung die „Österreichische Studiengesellschaft für Kernenergie GmbH“ gegründet und mit dem Bau eines „Leistungsreaktors als Lernmodell“ beauftragt. Mit Unterstützung der Kernenergiekommission der USA wurde bis 1960 das Kernreaktorzentrum bei Seibersdorf südöstlich von Wien errichtet.
1972 bis 1977 erfolgte der Bau des Kernkraftwerkes Zwentendorf mit einer geplanten Leistung von 730 MW. Der Energieplan des Jahres 1976 sah den Bau von insgesamt drei Kernkraftwerken mit einer Leistung von 3.300 MW in Österreich vor. Die zweite Kernkraftanlage war für St. Pantaleon-Erla in Niederösterreich vorgesehen. Als Standort des dritten Kraftwerks war St. Andrä in Kärnten geplant.
Eine am 5. November 1978 abgehaltene Volksabstimmung verhinderte bei einer hauchdünnen Mehrheit von 50,47 % gegen den Betrieb die Inbetriebnahme des bereits fertiggestellten Kernkraftwerks Zwentendorf.
Seit dem 5. Dezember 1978 schloss das Atomsperrgesetz die Nutzung der Kernenergie in Österreich aus. Nachfolgende Bemühungen zur Inbetriebnahme von Zwentendorf wurden nach der Reaktorkatastrophe von Tschernobyl (26. April 1986) eingestellt; 1999 wurde das Atomsperrgesetz in den Verfassungsrang erhoben. Seitdem trägt es die Bezeichnung Bundesverfassungsgesetz für ein atomfreies Österreich.

## Kernkraftwerke ohne Betriebsaufnahme

### Leistungsdaten
Unter die Gruppierung Kernkraftwerke ohne Betriebsaufnahme fallen alle Leistungsreaktoren und Prototypanlagen, die zur kommerziellen Stromerzeugung genutzt werden sollten, aber noch nicht fertiggestellt wurden, bzw. deren Planungen und Bau endgültig eingestellt wurden, sowie alle Leistungsreaktoren, die noch nicht in Bau, aber fest geplant sind.
| Standort           | Bundesland       | Nettoleistung | Bruttoleistung | Reaktortyp         | Baubeginn  | Planungen/Bau eingestellt |
| ------------------ | ---------------- | ------------- | -------------- | ------------------ | ---------- | ------------------------- |
| Zwentendorf        | Niederösterreich | 692 MW        | 723 MW         | Siedewasserreaktor | 01.05.1971 | 01.12.1978                |
| St. Pantaleon-Erla | Niederösterreich | —             | —              | —                  | —          | 01.12.1978                |
| St. Andrä          | Kärnten          | —             | —              | —                  | —          | 01.12.1978                |

### Bilder

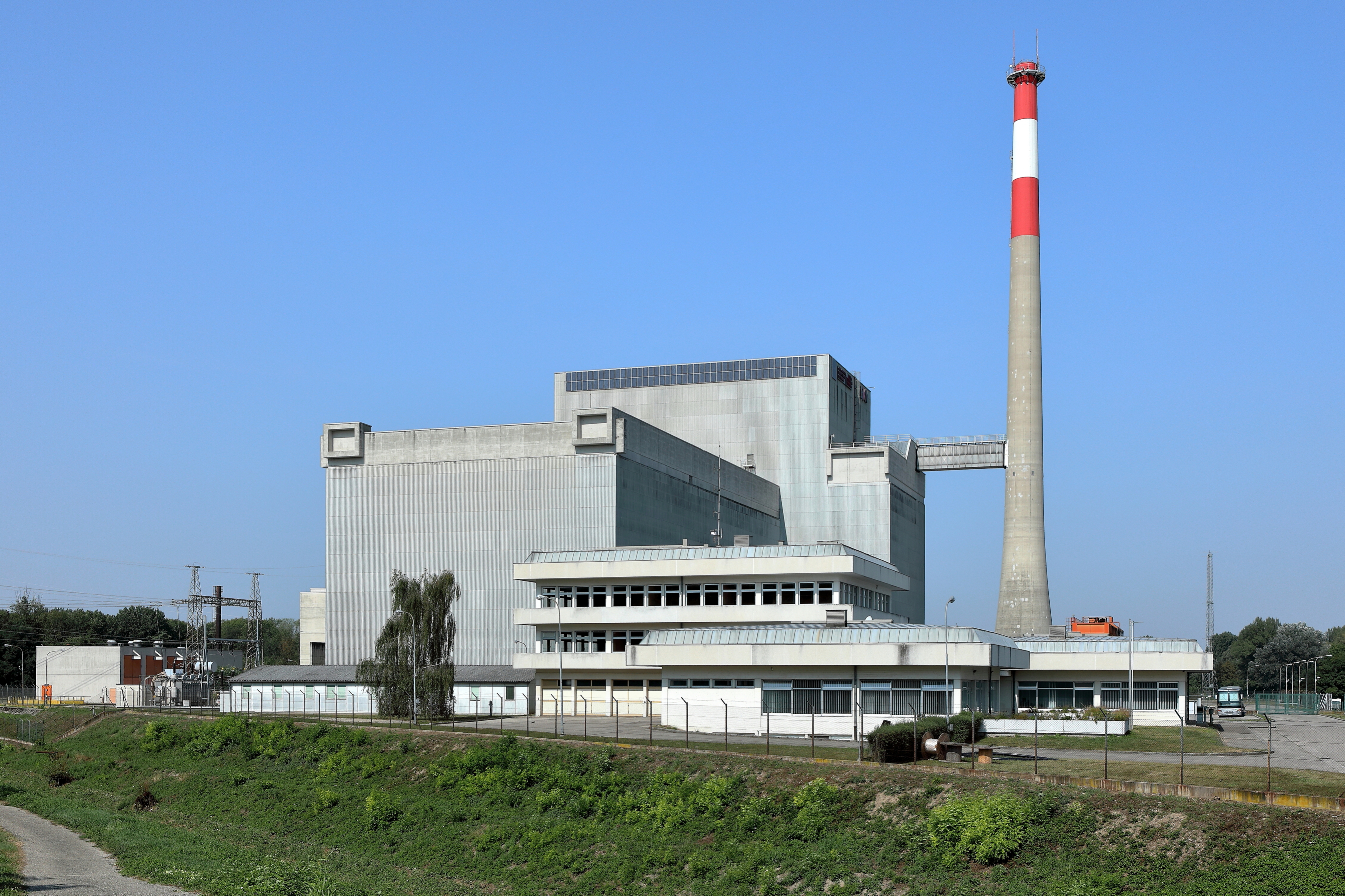
KKW Zwentendorf
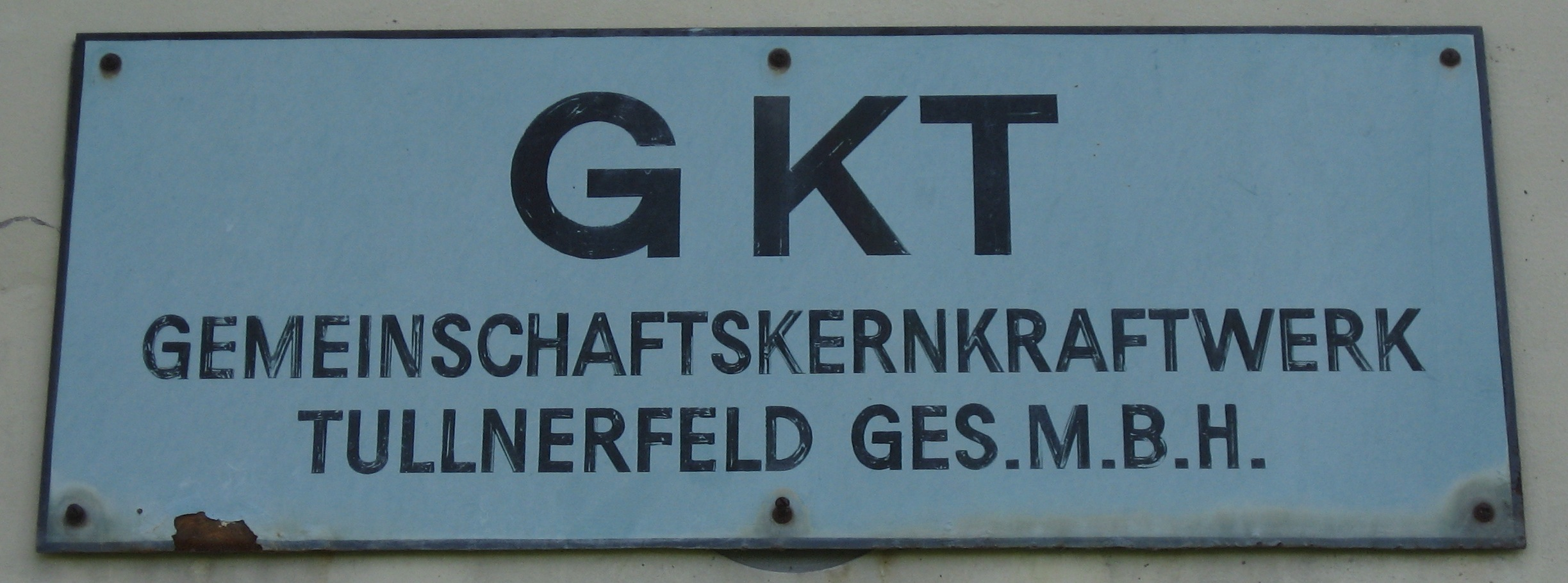
Schild an einem Trafogebäude in der Nähe des Kernkraftwerks Zwentendorf

## Forschungsreaktoren

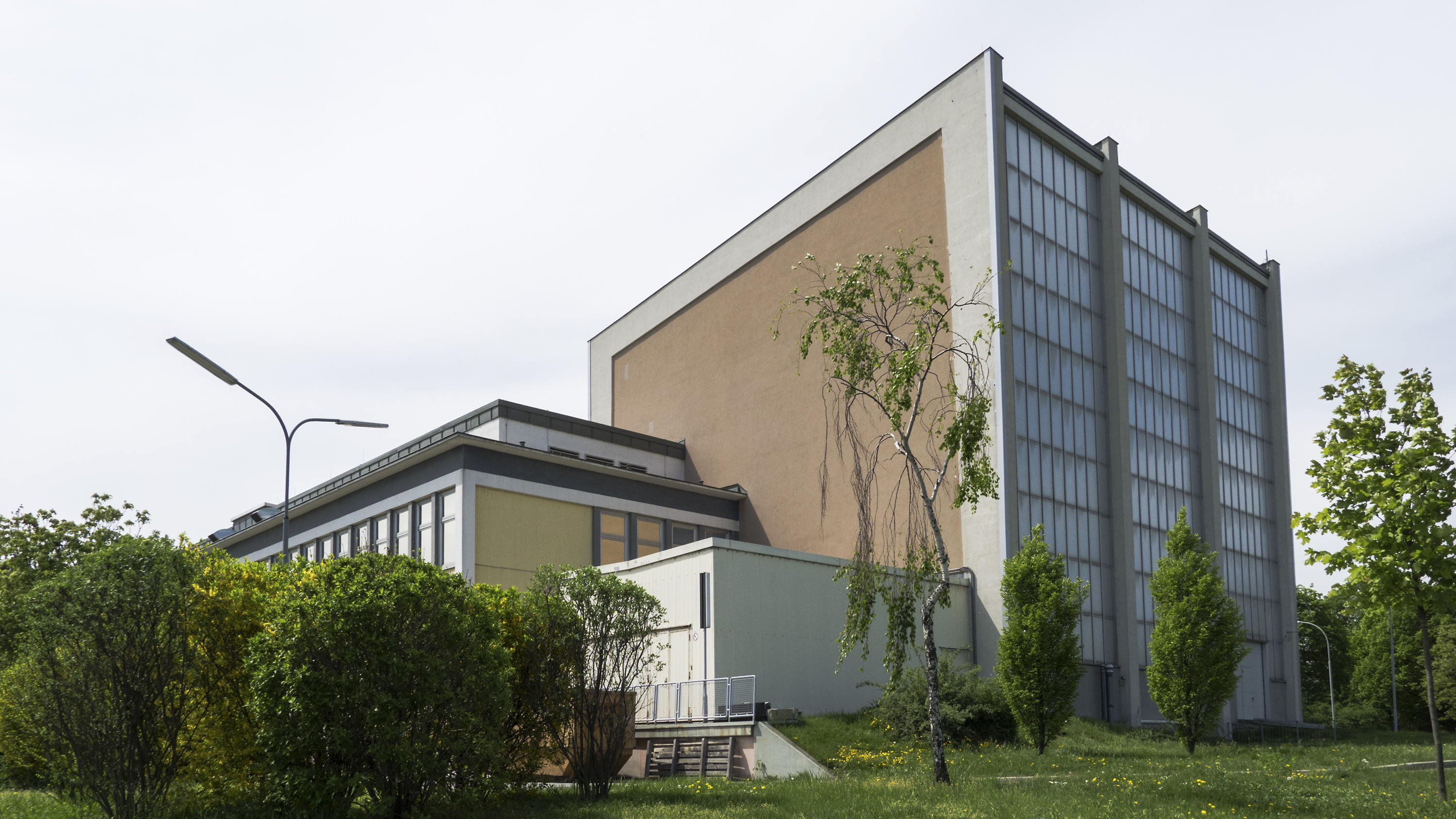
Der Forschungsreaktor des Atominstituts im Wiener Prater

Unter die Gruppierung Forschungsreaktor fallen Kernreaktoren, die nicht der Stromerzeugung dienen, sondern überwiegend zu Forschungszwecken (kern- und materialtechnischen Untersuchungen, Isotopenproduktion für Medizin und Technik) genutzt werden. Der TRIGA-Reaktor des Atominstitutes in Wien ist heute der einzige noch in Betrieb stehende Kernreaktor Österreichs.

### Leistungsdaten
Diese Liste ist in alphabetischer Reihenfolge sortiert. Mit einem Klick auf das Symbol in einem Tabellenkopf kann die Tabelle nach der jeweiligen Spalte sortiert werden.
In Betrieb
Stillgelegt
| Ort                 | Name des Reaktors                             | Thermische Leistung | Reaktortyp          | Status      | Baubeginn | Inbetrieb- nahme | Abschaltung |
| ------------------- | --------------------------------------------- | ------------------- | ------------------- | ----------- | --------- | ---------------- | ----------- |
| Seibersdorf         | ASTRA                                         | 10 MW               | (Schwimmbadreaktor) | Stillgelegt | 1958      | 1960             | 1999        |
| Wien-Prater         | TRIGA II VIENNA                               | 250 kW              | TRIGA MARK II       | In Betrieb  | 1959      | 1962             |             |
| Graz                | SAR-GRAZ                                      | 10 kW               | Siemens-ARGONAUT    | Stillgelegt | 1962      | 1965             | 2005        |
| Wien-Bibliothekshof | Wanderausstellung „Atome am friedlichen Werk“ | 10 kW               | (Schwimmbadreaktor) | Abgebaut    | 1963      | 1963             | 1963        |